# Прокляття Шаліона
«Прокляття Шаліона» (англ. The Curse of Chalion) — фентезійний роман 2001 року авторства Лоїс Макмастер Буджолд. У 2002 році він виграв «Mythopoeic Fantasy Award for Adult Literature» і був номінований на Г'юго, Всесвітню премію фентезі, і Локус.
Дія «Прокляття Шаліона» і його продовження «Паладин душ» (2003) відбувається у середньовічному королівстві Шаліон, яке не має виходу до моря. Дія ще одного роману циклу — «Священне полювання» (2005) — відбувається в Веальді на південь від Шаліона на двісті-триста років раніше від дії перших двох романів.

## Короткий сюжет
Луп ді Казаріл, кастільєр (лицар або дрібний барон), повертається додому до Роясі (королівства) Шаліон зломленою людиною, хоча йому лише десь 35 років. «Каз», як він відомий його друзям, захистив замок під час облоги, але йому наказали капітулювати. Потім, ворог-заздрісник попілкувався, щоб він був не викуплений (як інші його люди), а проданий в рабство, де провів 19 місяців як раб на галерах, перш ніж втекти.
Його стара шляхетська покровителька знаходить застосування для нього як наставника для своєї внучки, Роєси (принцеси) Ізель, зведеної сестри короля, і її компаньйонки, Леді Бетріз. Незважаючи на його палке бажання жити безпечним, непомітним, мирним життям, Каз виявляється втягнутим в дивний шлях небезпек, духовних і мирських, коли намагається подолати прокляття, що висить над королівською родиною Шаліона.

## Алюзії/відсилання до реальної історії та географії
Шаліон — це задзеркалля королівства Кастилії і Леона, а сам роман дуже вільно базується на мотивах життя Ізабелли I Кастильської і Фердинанда II Арагонського, об'єднувачів Іспанії.
Однак «Прокляття Шаліона» — не просто переказ життя Ізабелли і Фердинанда, а Шаліон — не просто Кастилія. Роман розвивається відмінно від історії, а головні герої є власними особистостями, а не просто версії історичних людей.
Мати Ізель, Іста, яка є героїнею сіквела «Паладин душ», заснована на Ізабеллі Португальській. Батько Ізель, Роя (король) Іяз заснований на Іоанні II Кастильському, чий фаворит Альваро де Луна надихнув Буджолд на образ Арвола лі Лютеза. Зведений брат Ізель — Оріко, має прототипом Генріха IV Кастильського, який мав прізвисько «Імпотент», а її повний брат Тейзез відповідає Альфонсо, принцу Астурійському.
Географія також ґрунтується на географії Піренейського півострова в 15 столітті—але дзеркально (північ є півднем). Шаліон — це Королівство Кастилія і Леон; Ібра  - Арагон і Валенсія; Південна Ібра — Каталонія; Браяр — Португалія; князівства Рокнарі — Аль-Андалус, а Дартака — Франція. Опис королівського замку Шаліона «Зангр» точно відповідає Алькасару Сеговії.